# Miao (fumetto)
Miao è stata una serie di album da disegnare e colorare pubblicato in Italia da Iniziative Editoriali dal 1965 al 1976 per oltre 400 numeri. Insieme alla testata Michelino, è stata una delle poche pubblicazioni indirizzate a bambino in età prescolare stampate in Italia.
Le storie del personaggio protagonista e di altri erano disegnate da Massimo Fecchi oltre a illustrazioni realizzate da N. Jacoponi, Isidori, Giorgio Michelini e Elena Poirer. Al centro dell'albo veniva allegato, spillato, un inserto per adulti ed educatori curato dall'istituto di pedagogia dell'Università di Roma. Nel 1981 la serie venne ripresa dalle Edizioni Zanetti che la pubblicò fino al 1988.